# Crucero Tezoyuca
Crucero Tezoyuca es una localidad del estado mexicano de Morelos. Es parte del municipio de Emiliano Zapata.

## Toponimia
El nombre «Tezoyuca» proviene de los términos en náhuatl: tezontli, tezontle; yutl, abundancia; can, locativo. Su significado es «Lugar donde abunda el tezontle».

## Demografía
| Censo | Población |
| ----- | --------- |
| 2000  | 2461      |
| 2010  | 4510      |
| 2020  | 6717      |